# Arab rigótimália
Az arab rigótimália (Turdoides squamiceps) a madarak osztályának verébalakúak (Passeriformes) rendjébe és a Leiothrichidae családjába tartozó faj.

## Rendszerezése
A fajt Philipp Jakob Cretzschmar német ornitológus írta le 1827-ben, a Malurus nembe Malurus squamiceps néven. Egyes szervezetek az Argya nembe sorolják Argya squamiceps néven.

## Alfajai
- Turdoides squamiceps muscatensis Meyer de Schauensee & Ripley, 1953
- Turdoides squamiceps squamiceps (Cretzschmar, 1827)
- Turdoides squamiceps yemensis (Neumann, 1904)[1]

## Előfordulása
Egyiptom, Izrael, Jordánia, Omán, Palesztina, Szaúd-Arábia, Egyesült Arab Emírségek és Jemen területén honos. Természetes élőhelyei a szubtrópusi vagy trópusi cserjések, legelők és sós mocsarak, valamint ültetvények, szántóföldek és vidéki kertek. Állandó, nem vonuló faj.

## Megjelenése
Testhossza 26–29 centiméter.

## Életmódja
Gerinctelenekkel táplálkozik.